# Boris Lagutin
Boris Lagutin (en ruso: Борис Николаевич Лагутин; Moscú, 24 de junio de 1938-4 de septiembre de 2022) fue un boxeador ruso del peso superwélter, el cual tuvo 241 peleas en su carrera y solo perdió 11. Ganó tres medallas olímpicas, dos títulos europeos y multicampeón soviético, además de obtener varios logros individuales.

## Carrera deportiva
Llegó por primera vez a la sección de boxeo en 1955. Cinco años después, por primera vez, derrotó al actual campeón de la URSS, Yuri Grymov. En 1960, en vísperas de los Juegos Olímpicos de Roma, a la edad de 22 años, fue campeón de la URSS en el peso medio. Los juegos en sí se vieron afectados por la falta de experiencia en peleas internacionales, el atleta soviético llegó a la ½ etapa final sin problemas, habiendo logrado victorias fáciles sobre rivales de Ghana y Australia. En semifinales, en lucha igualada, perdió con marcador de 2:3 ante el futuro campeón de los juegos, el estadounidense Wilbert McClure. El estadounidense, que conocía la fuerza del atleta soviético en el combate a larga distancia, pudo llevar a Boris al combate cuerpo a cuerpo, donde tenía superioridad, lo que predeterminó su victoria. Como resultado, Lagutin se fue de Roma con una medalla de bronce.
Durante los siguientes cuatro años, Lagutin se convirtió en dos veces campeón de Europa, cuatro veces campeón de la URSS, pero el objetivo principal era ganar los Juegos Olímpicos. Lagutin partió hacia Tokio como capitán de los boxeadores soviéticos y logró la victoria. En el camino a la final, el boxeador soviético derrotó a Paul Hog de Alemania, José Chirino de Argentina, Eddie Davis de Ghana y Jozef Grzesiak de Polonia. En el partido final, Boris Lagutin, sin ningún problema con un marcador de 4: 1, logró una victoria sobre el francés Joseph Gonzalez.
De 1964 a 1967, en realidad no participó en las principales competiciones deportivas, no participó en los campeonatos de la URSS y no formó parte de la selección nacional del país. El atleta de treinta años se acercó a los próximos Juegos Olímpicos con el rango de un veterano. Los funcionarios deportivos dejaron en claro que ni un solo boxeador soviético había actuado en tres Juegos Olímpicos seguidos. En marzo de 1967, en las competiciones de clasificación en Voskresensk, perdió ante el actual campeón de la URSS, Viktor Ageev, por decisión separada de los jueces (2: 3). Sin embargo, debido al hecho de que Viktor Ageev fue expulsado de la selección nacional al año siguiente, Boris Nikolaevich fue reincorporado a la selección nacional de la URSS y participó en los juegos en la Ciudad de México. En las dos primeras peleas olímpicas, Lagutin venció por nocaut, enviando al español Moisés Fajardo y el representante de Emiratos Unidos, Saed El-Nahaz, al suelo del cuadrilátero en los segundos rounds. El rumano Ion Kovaci y el alemán Günter Mayer fueron los siguientes en el camino a la final. En la final, el atleta soviético se enfrentó al cubano Rolando Garbey. La pelea resultó ser difícil, pero gracias a una caída en la segunda ronda, los cinco jueces le dieron la victoria a un atleta de la URSS.

### Tras el retiro
Después de los Juegos Olímpicos, Boris Nikolaevich Lagutin terminó su carrera como atleta. Después de graduarse de la Facultad de Biología de la Universidad Estatal de Moscú, no se dedicó a la ciencia. Trabajó en el Comité Central de la Liga de Jóvenes Comunistas Leninistas de toda la Unión (organizador responsable del departamento de deportes y defensa-trabajo de masas), presidente de la Federación de Boxeo de la URSS , vicepresidente del consejo republicano de la DSO "Spartak" , jefe del departamento de cultura física de masas del Consejo de Todos los Sindicatos de la DSO de Sindicatos . Miembro del PCUS desde 1966.

## Muerte
Vivía en Moscú . Murió repentinamente el 4 de septiembre de 2022.

## Premios
- Orden al Mérito por la Patria - Tercera y Cuarta Clase
- Orden de la Bandera Roja del Trabajo
- Orden de la Amistad de los Pueblos
- Orden de la Insignia de Honor
- Medalla Conmemorativa del 850.º Aniversario de Moscú
- Maestro de los Deportes de la URSS
- Medalla de la Labor